# Waldläufer (Nordamerika)

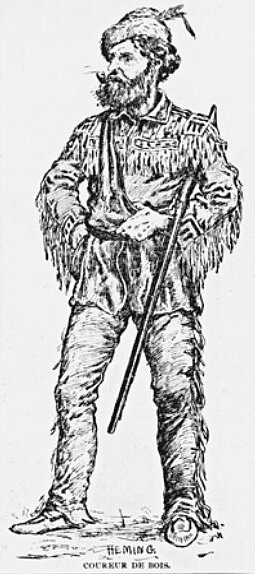
Ein coureur des bois des 17. Jahrhunderts in Kanada

Als Waldläufer (französisch coureur des bois oder coureur de bois) werden Pelzhändler in Nordamerika am Anfang der Kolonialgeschichte bezeichnet. Im Gegensatz zu den großen Handelsgesellschaften mit ihren Agenten und Niederlassungen zogen sie auf eigene Faust hinaus ins Land, lebten mit den Indianern, jagten mit ihnen und tauschten ihre Pelze ein. Die Anfänge des Pelzhandels gehen auf die französische Compagnie de la Nouvelle France des Jahres 1627 und ihre Vorgänger zurück, weshalb Sprache und Gebräuche der frühen Pelzjäger französisch beeinflusst waren. Die Coureurs entstanden, als die Compagnie ihr Handelsmonopol durchsetzen wollte.
Die ersten bekannten Coureurs waren Médard Chouard, Sieur des Groseilliers und Pierre-Esprit Radisson, die 1660 mit 60 Kanuladungen an Pelzen nach Trois-Rivières zurückkamen, nachdem sie im Vorjahr als erste Weiße zu den Großen Seen aufgebrochen waren. Sie und ihre Nachfolger spielten eine erhebliche Rolle bei der Erkundung des Kontinents, sie knüpften Kontakte zu den indianischen Völkern und eröffneten Handelswege.
Die große Zeit der selbständig agierenden Coureurs ging zu Ende, als zu Beginn des 18. Jahrhunderts neue Handelsgesellschaften wie die Hudson’s Bay Company oder die North West Company selbst mit Händlern und Niederlassungen in den nordamerikanischen Kontinent vorstießen. Aus der französischstämmigen Bevölkerung und den Coureurs wurde dann die weit überwiegende Zahl der Voyageurs rekrutiert, die für die Gesellschaften auf den Flüssen Transportaufgaben übernahmen. Sie gelten als Nachfolger der Coureurs. Selbständige Trapper traten erst im 19. Jahrhundert in den Rocky Mountains wieder auf, als Mountain Men nicht mehr nur von den Indianern Pelze ankauften, sondern selbst als Pelzjäger in die Wildnis gingen. Die von der Rocky Mountain Fur Company entwickelte Versorgung der Pelzjäger durch Rendezvous erlaubte in den 1830er und 1840er Jahren auch unabhängigen Trappern, auf eigene Rechnung in den Bergen tätig zu werden.
Die Rolle des Waldläufers wurde Gegenstand von Romanen wie Lederstrumpf (1821) von James Fenimore Cooper oder Le coureur des bois (1850) von Gabriel Ferry, den Karl May übersetzt, bearbeitet und als Der Waldläufer (1879) veröffentlicht hat.